# Fritz Bühl
Fritz Bühl (* 1. Mai 1919 in Wurzen; † 16. Oktober 1985 in Berlin) war ein deutscher Politiker der SPD.

## Leben
Fritz Bühl besuchte ein Gymnasium und wurde noch vor der „Machtergreifung“ der Nationalsozialisten Mitglied der Sozialistischen Arbeiter-Jugend (SAJ). Er leistete seinen Militärdienst in der Wehrmacht ab und studierte anschließend Maschinenbau-Ingenieurswesen.
Nach dem Zweiten Weltkrieg ging Bühl 1947 nach Berlin und wurde Redakteur beim „Spandauer Volksblatt“. Bei der Berliner Wahl 1954 wurde er in das Abgeordnetenhaus von Berlin gewählt, im selben Jahr wurde er auch Vorsitzender der SPD im Bezirk Spandau. Dies blieb er bis 1965. Bei der folgenden Wahl 1958 wurde Bühl zwar als Abgeordneter gewählt, schied aber im Januar 1959 aus dem Parlament aus, da er zum Bezirksstadtrat für Bauwesen im Bezirk Spandau gewählt wurde. Er war bis 1975 für 16 Jahre in diesem Amt tätig.
Bühl war Mitglied des Rundfunkrats des Senders Freies Berlin (SFB).